# Carl Anton Bjerknes
Carl Anton Bjerknes (24 de outubro de 1825 — 20 de março de 1903) foi um matemático e físico norueguês.
Trabalhou inicialmente com matemática pura, sendo conhecido principalmente por seus estudos sobre hidrodinâmica.

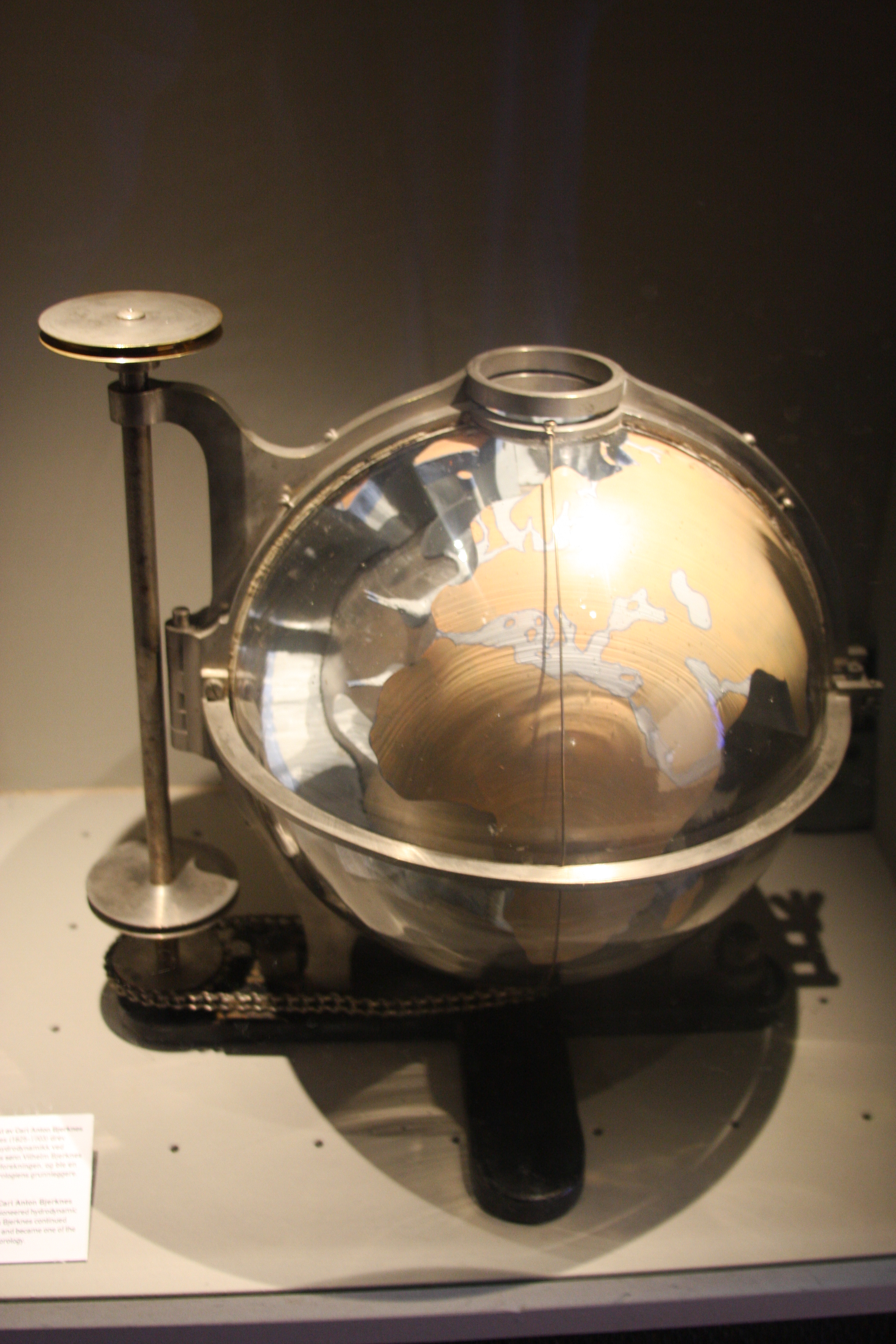
Modelo de pesquisa da terra de Carl Anton Bjerknes. Museu Técnico de Oslo